# Tangara lavinia
Tangara lavinia là một loài chim trong họ Thraupidae.